# Florien
Florien es una villa ubicada en la parroquia de Sabine en el estado estadounidense de Luisiana. En el Censo de 2010 tenía una población de 633 habitantes y una densidad poblacional de 109,45 personas por km².

## Geografía
Florien se encuentra ubicada en las coordenadas 31°27′9″N 93°27′30″O / 31.45250, -93.45833. Según la Oficina del Censo de los Estados Unidos, Florien tiene una superficie total de 5.78 km², de la cual 5.78 km² corresponden a tierra firme y (0%) 0 km² es agua.

## Demografía
Según el censo de 2010, había 633 personas residiendo en Florien. La densidad de población era de 109,45 hab./km². De los 633 habitantes, Florien estaba compuesto por el 66.51% blancos, el 26.54% eran afroamericanos, el 3.32% eran amerindios, el 0.32% eran asiáticos, el 0% eran isleños del Pacífico, el 0% eran de otras razas y el 3.32% pertenecían a dos o más razas. Del total de la población el 1.74% eran hispanos o latinos de cualquier raza.